# Port lotniczy Kasos
Port lotniczy Kasos (IATA: KSJ, ICAO: LGKS) – krajowy port lotniczy położony na wyspie Kasos, w Grecji.

## Linie lotnicze i połączenia
| Linia Lotnicza | Kierunek             |
| -------------- | -------------------- |
| Sky Express    | 1. Karpatos 2. Rodos |